# آرمان یغویان
آرمان آشوتی یغویان (ارمنی: Արման Աշոտի Եղոյան؛ زادهٔ ۲۸ ژوئن ۱۹۸۴) یک حقوق‌دان و سیاستمدار اهل ارمنستان است که از تاریخ ۲۰۱۹ تا کنون سمت نمایندگی دوره‌های هفتم و هشتم مجلس ملی جمهوری ارمنستان را برعهده داشت.

## زندگی‌نامه
وی در ۲۸ ژوئن ۱۹۸۴ در ایروان به دنیا آمد و از دانشکده حقوق دانشگاه دولتی ایروان فارغ‌التحصیل شد. 